# 五大古典賽
五大古典賽(The Monuments)，是5個具有古老歷史且里程長、難度高的經典單日公路單車賽事的總稱，賽程距離皆在240至300公里之間。
如今五項賽事都被納入UCI世界巡迴賽的賽程中，也是最高積分的單日比賽，UCI積分制度的第三分類，僅此於環法自行車賽( 第一分類)與環意自行車賽、環西自行車賽( 第二分類)。
歷史上曾有三位自行車選手贏得所有古典賽的冠軍，分別是「食人魔」埃迪·默克斯、羅傑·德·弗萊明克以及Rik Van Looy，巧合的是三位都是比利時人，但是只有食人魔在每個古典賽都贏過兩次、總計共贏下19次，另外有六位自行車選手曾贏得其中四個古典賽冠軍。

## 古典賽名單
- 米蘭–聖雷莫 - 自1907年起舉辦為每年第一個登場的古典賽，在三月下旬舉行，義大利文 La Primavera，意思為春季，它被認為是衝刺型選手的古典賽，里程長達300公里(190英里)，大多數的賽段為義大利臨海利古里亞大區的平坦道路。
- 環法蘭德斯賽 -  the Ronde van Vlaanderen(荷蘭語)，自1913年起舉辦，每年的第一個石板路古典賽，固定於4月第一個禮拜天舉行，為五大古典賽中最年輕的賽事，由於賽段上有大量短距離且路面狹窄的石板道路陡坡，迫使參賽選手大量的發起進攻占據領先地位，是該項賽事最為人津津樂道的點，賽事每年的路程上略有變化，自2017年從安特衛普出發，而2012年終點改為奧德納爾德。
- 巴黎–魯貝 -  「古典賽之后」（Queen of the Classics）、 法文 l'Enfer du Nord ("北方地獄")，自1896年起舉辦慣例於環法蘭德斯賽一週後舉行，每年的最後一個石板路古典賽，比賽全長大約250公里，距離遙遠而且途經顛簸的石板路，考驗著參賽車手的體能、技術和運氣。
- 列日–巴斯托涅–列日 -  La Doyenne ，自1892年起舉辦為五大古典賽中最古老的賽事，在四月下旬舉行，列日賽賽段包含斯托克山、雷多山、聖尼古拉斯山等山脈充斥著大量的陡峭山丘，被認為是爬坡型選手的古典賽。
- 環倫巴底賽 - Il Lombardia ，自1905年起舉辦，在9月底或者10月舉行，是五大古典賽中唯一的秋季古典賽，多年來也是UCI世界巡迴賽年度賽事中的最後一場比賽，因此也被稱為Race of the Falling Leaves (落葉賽)。